# Time Locks and Diamonds
Time Locks and Diamonds è un film muto del 1917 diretto da Walter Edwards sotto la supervisione di Thomas H. Ince. La storia originale su cui si basava la sceneggiatura del film era intitolata The Phantom's Farewell.

## Produzione
Il film fu prodotto dalla Kay-Bee Pictures e dalla New York Motion Picture con il titolo di lavorazione Silver Jim Farrel.

## Distribuzione
Distribuito dalla Triangle Distributing, il film uscì nelle sale cinematografiche degli Stati Uniti l'8 luglio 1917.